# Driving range

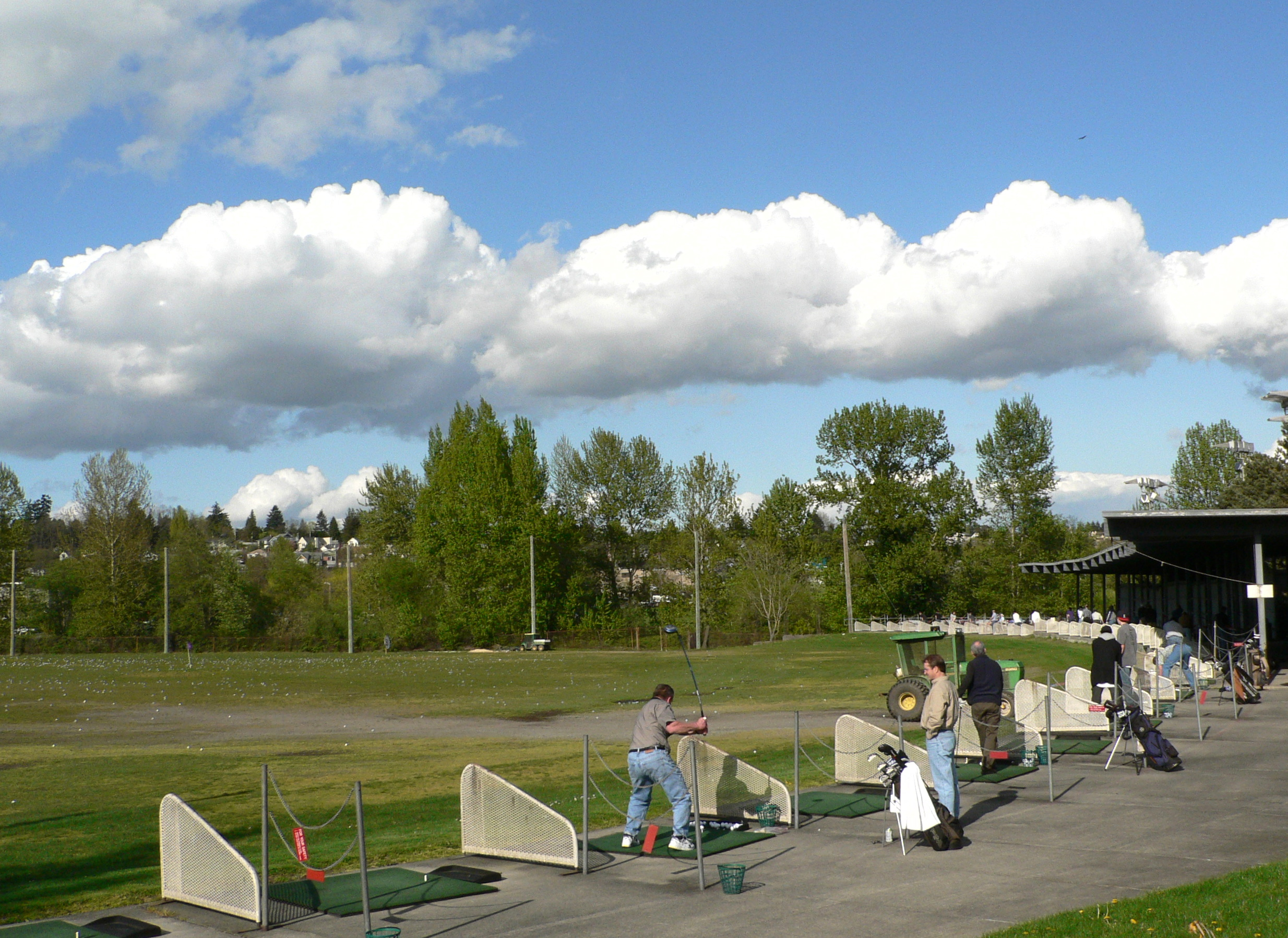
El camp de pràctiques

Al golf, el driving range o terreny de pràctiques és el lloc on els jugadors poden practicar aquest esport. Aquí es comença a entrar en contacte amb el golf, ja que tot jugador (aficionat o professional) ha d'haver assolit cert nivell tècnic abans de sortir al camp per primera vegada.
El driving range ha de comptar amb un ampli espai per a realitzar cops de pràctiques. Tot i que no hi ha una normativa específica sobre la mida que ha de tenir, aquest ha de permetre .
Tot el camp de pràctiques ha de comptar almenys amb un pro o tècnic professional, qui rebrà i ensenyarà als que comencen a practicar aquest esport o aquells que busquen millorar el seu joc. Ha de disposar així mateix d'un aparell per llogar boles.